# Iszmail Muszukajev
Iszmail Timurovics Muszukajev (in russo Исмаил Тимурович Мусукаев?, Ismail Timurovič Musukaev; Nal'čik, 28 gennaio 1993) è un lottatore russo naturalizzato ungherese, specializzato nella lotta libera, campione iridato ai mondiali di Belgrado 2023 nei -65 kg..

## Biografia
Ha gareggiato per la russia fino al 2018, conquistando l'argento ai mondiali junior nel 2013 nei 55 kg e l'oro agli europei under 23 di Walbrzych 2015 nei 57 kg.
Dal 2019 compete per la nazionale magiara nei 65 kg. 
Ai mondiali di Nur-Sultan 2019 ha ottenuto il bronzo nei 65 kg.
Alla Coppa del mondo individuale di Belgrado 2020, competizione che ha preso il posto dei campionati mondiali annullati a causa dell'emergenza sanitaria insorta a causa della pandemia di COVID-19, ha vinto l'argento, perdendo la finale contro l'armeno Vazgen Tevanyan.
Ha rappresentato l'Ungheria ai Giochi olimpici estivi di Tokyo 2020, dove è stato estromesso dal tabellone principale del torneo dei -65 kg dal giapponese Takuto Otoguro nei quarti di finale; agli ottavi aveva superato l'argentino Agustín Destribats. Ai ripescaggi ha sconfitto il mongolo Tömör-Ochiryn Tulga e poi perso la finalina per il bronzo, contro il rappresentante di ROC Gadžimurad Rašidov.
Si è laureato campione continentale agli europei di Budapest 2022, dove ha sconfitto in finale Hacı Əliyev, vicecampione olimpico in carica di categoria. Ai mondiali di Belgrado 2022 ha ottenuto il bronzo nei 65 kg, battendo nuovamente Hacı Əliyev nella finale per il terzo posto.
Ha vinto il titolo iridato a Belgrado 2023, dove ha sconfitto il cubano Sebastian Rivera in finale.

## Palmarès

### Per l'Ungheria
- Mondiali

Nur-Sultan 2019: bronzo nei 65 kg.
Belgrado 2022: bronzo nei 65 kg.
Belgrado 2023: oro nei 65 kg.
- Europei

Budapest 2022: oro nei 65 kg.

### Per la Russia
- Europei U23

Walbrzych 2015: oro nei 57 kg.
- Mondiali junior

Sofia 2013: argento nei 55 kg.

## Altre competizioni internazionali

### Per l'Ungheria
2020
- Argento nei 65 kg nella Coppa del mondo individuale ( Belgrado)